# Alojz Peterle
Alojz (Lojze) Peterle (Čužnja Vas kraj Trebnja, 5. srpnja 1948.), slovenski političar i diplomat

## Životopis
Alojz Peterle je 1975. diplomirao zemljopis i povijest. Najprije se zaposlio na Urbanističkom institutu gdje se bavio prostornim planiranjem i urbanizmom.
1989. osnovao je stranku SKD - Slovenskih kršćanskih demokrata, čiji je predsjednik bio sve do 2000. kad se stranka ujedinila sa SLS-om (Slovenska ljudska stranka). Peterle je jedan od onih koji je najviše pridonio tome da se Slovenija odvoji od Jugoslavije i postane samostalna.
Nakon parlamentarnih izbora 1990. Peterle je postao Premijer Slovenije. 1991. godine proglašava neovisnost Slovenije od Jugoslavije. Do 1992. je bio premijer, a onda na vlast dolazi koalicija na čelu s Janezom Drnovšekom. Od siječnja 1993. do listopada 1994. Peterle je bio zamjenik premijera i Ministar vanjskih poslova.
1994. godine Peterle je dao ostavku na svoju funkciju zbog sukoba unutar koalicije, odnosno zbog toga što je Drnovšek imenovao Jožefa Školča, člana svoje liberalno-demokratske stranke, za predsjedatelja Parlamenta, a Peterle je predlagao da predsjedatelj bude iz stranke Kršćanskih demokrata. Slovenski kršćanski demokrati su ostali u koaliciji, ali su se često razilazili u mišljenjima. 1996. Peterle je zahtijevao smjenu ministra vanjskih poslova Zorana Thalera koji, po Peterleovom mišljenju, nije dovoljno poboljšao i unaprijedio odnose s Italijom. Nakon što je 2000. Vlada pala, Peterle ponovno postaje Ministar vanjskih poslova, u vrijeme dok je Predsjednik Vlade bio Andrej Bajuk, od lipnja do rujna 2000. kad Drnovšek ponovno dolazi na vlast.
Peterle sa svojom diplomatskom politikom stalno pokušava poboljšati odnose s drugim zemljama kako bi osigurao dobar glas i ugled Slovenije u međunarodnoj zajednici.
U izborima za Europski parlament 2004. godine Peterle je ispred stranke Nova Slovenija izabran za zastupnika. U studenom 2006. godine Peterle službeno objavljuje svoju kandidaturu za predsjedničke izbore sljedeće godine (aktualni predsjednik Janez Drnovšek).
Uz to, Peterle je član "Steering Committee"-a u Parlamentu, koji ima za cilj inicijativu pod naslovom: "Europi dati dušu".

## Dužnosti pri Europskom parlamentu
Trenutno je Peterle poslanik u EP i 
- Član poslaničke delegacije EPP-ED,
- Član Odbora za inozemne poslove prei EP (Committee n Foreign Affairs),
- EPP-ED koordinator za međureligijski dijalog s Ortodoksnom Crkvom,
- Član Delegacije za odnose sa zemljama Jugoistočne Azije i ASEAN-a (Association of Southeast Asian Nations),
- Član-zamjenik pri Delegaciji za odnose EU-Rusije, Odbor za parlamentarnu suradnju,
- Član-zamjenik u Odboru za okoliš, zdravlje i zaštitu potrošača,
- Predsjednik Europske parlamentarne radne grupe "MEPs protiv raka",
- Član odbora Schuman fondacije